# Längdskidåkning vid olympiska vinterspelen 2002

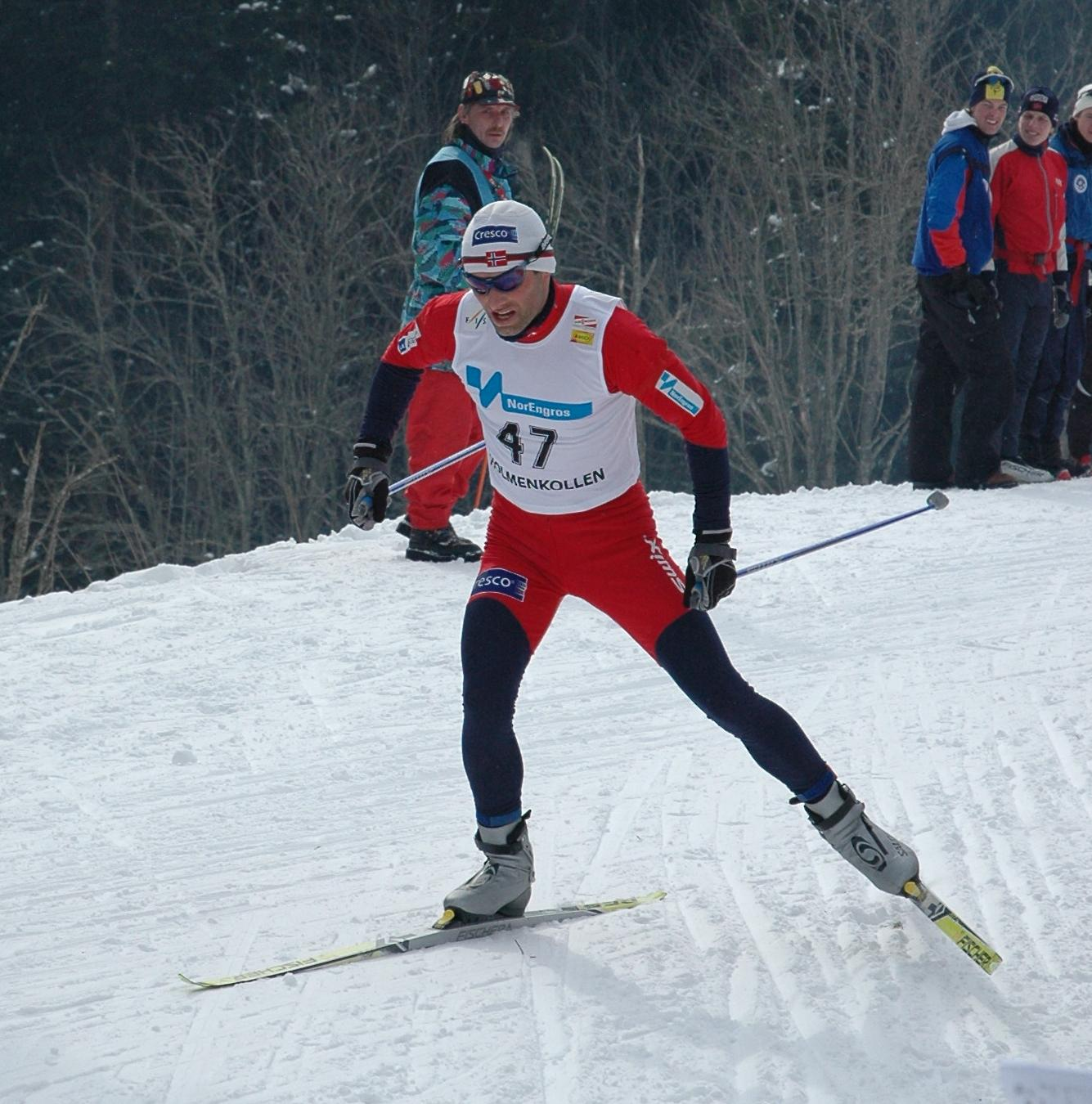
Kristen Skjeldal

Längdskidåkning vid olympiska vinterspelen 2002 i Salt Lake City, Utah, USA.
Tävlingarna hade problem med dopning. Tre deltagare diskvalificerades efter att deras blodprov hade visat höga mängder av röda blodkroppar, vid den tiden var inte den typen av dopning med på IOK:s lista över förbjudna preparat[källa behövs]. Efter två års tid och flera rättegångar i olympiska och schweiziska domstolar, togs medaljerna ifrån de skidåkare som var misstänkta (Johann Mühlegg, Spanien och ryskorna Larissa Lazutina och Olga Danilova).

## Medaljörer

### Herrar
| Event                              | Guld                                                              | Guld      | Silver                                                                  | Silver    | Brons                                                                    | Brons     |
| 15 km klassisk stil Detaljer...    | Andrus Veerpalu Estland                                           | 37:07,4   | Frode Estil Norge                                                       | 37:43,4   | Jaak Mae Estland                                                         | 37:50,8   |
| Jaktstart Detaljer...              | Frode Estil Norge Thomas Alsgaard Norge                           | 49:48,9   | Ingen utdelad                                                           |           | Per Elofsson Sverige                                                     | 49:52,9   |
| 30 km fristil masstart Detaljer... | Christian Hoffmann Österrike                                      | 1:11:31,0 | Mikhail Botvinov Österrike                                              | 1:11:32,3 | Kristen Skjeldal Norge                                                   | 1:11:42,7 |
| 50 km klassisk stil Detaljer...    | Michail Ivanov Ryssland                                           | 2:06:20,8 | Andrus Veerpalu Estland                                                 | 2:06:44,5 | Odd-Bjørn Hjelmeset Norge                                                | 2:08:41,5 |
| 4 x 10 km stafett Detaljer...      | Norge Anders Aukland Frode Estil Kristen Skjeldal Thomas Alsgaard | 1:32.45,4 | Italien Fabio Maj Giorgio Di Centa Pietro Piller Cottrer Cristian Zorzi | 1:32:45,8 | Tyskland Jens Filbrich Andreas Schlütter Tobias Angerer René Sommerfeldt | 1:33:34,5 |
| Sprint fristil Detaljer...         | Tor Arne Hetland Norge                                            | 2:56,9    | Peter Schlickenrieder Tyskland                                          | 2:57,0    | Cristian Zorzi Italien                                                   | 2:57,2    |

### Damer
| Event                              | Guld                                                                | Guld      | Silver                                                       | Silver    | Brons                                                                                    | Brons     |
| 10 km klassisk stil Detaljer...    | Bente Skari Norge                                                   | 28:05,6   | Julija Tjepalova Ryssland                                    | 28:09,9   | Stefania Belmondo Italien                                                                | 28:45,8   |
| Jaktstart Detaljer...              | Beckie Scott Kanada                                                 | 25:09,9   | Kateřina Neumannová Tjeckien                                 | 25:10,0   | Viola Bauer Tyskland                                                                     | 25:11,1   |
| 15 km fristil masstart Detaljer... | Stefania Belmondo Italien                                           | 39:54,4   | Kateřina Neumannová Tjeckien                                 | 40:01,3   | Julija Tjepalova Ryssland                                                                | 40:02,7   |
| 30 km klassisk stil Detaljer...    | Gabriella Paruzzi Italien                                           | 1:30:57,1 | Stefania Belmondo Italien                                    | 1:31:01,6 | Bente Skari Norge                                                                        | 1:31:36,3 |
| 4 x 5 km stafett Detaljer...       | Tyskland Manuela Henkel Viola Bauer Claudia Künzel Evi Sachenbacher | 49:30,6   | Norge Marit Bjørgen Bente Skari Hilde G. Pedersen Anita Moen | 49:31,9   | Schweiz Andrea Huber Laurence Rochat Brigitte Albrecht-Loretan Natascia Leonardi Cortesi | 50:03,6   |
| Sprint fristil Detaljer...         | Julija Tjepalova Ryssland                                           | 3:10,6    | Evi Sachenbacher Tyskland                                    | 3:12,2    | Anita Moen Norge                                                                         | 3:12,7    |

## Medaljligan
| Pl. | Nation    | Guld | Silver | Brons | Totalt |
| --- | --------- | ---- | ------ | ----- | ------ |
| 1   | Norge     | 5    | 2      | 4     | 11     |
| 2   | Italien   | 2    | 2      | 2     | 6      |
| 3   | Ryssland  | 2    | 1      | 1     | 4      |
| 4   | Tyskland  | 1    | 2      | 2     | 5      |
| 5   | Estland   | 1    | 1      | 1     | 3      |
| 6   | Österrike | 1    | 1      | 0     | 2      |
| 7   | Kanada    | 1    | 0      | 0     | 1      |
| 8   | Tjeckien  | 0    | 2      | 0     | 2      |
| 9   | Schweiz   | 0    | 0      | 1     | 1      |
| 9   | Sverige   | 0    | 0      | 1     | 1      |